# 肺胞

肺胞の構造

肺胞（はいほう、羅: alveolus）は、血液‐ガス交換の場。数は約三億個あり、肺の容積の85％を占め、成人の場合、その表面積の総計は100m2に近い。

## 解剖
肺胞は終末細気管支から繋がる外気と血液のガス交換をあずかる器官である。肺胞を持つ細気管支を呼吸細気管支という。
肺胞はガスを溜める肺胞腔と、これを囲む肺胞上皮からなる。肺胞上皮はI型肺胞上皮細胞とII型肺胞上皮細胞からなる。前者は、肺胞を取り囲む毛細血管内皮細胞と基底膜を介して血液空気関門を形成し、肺胞内ガスと血液ガスの交換を行う。後者は、層板小体を多く含み、肺サーファクタント（肺胞界面活性剤）を開口分泌し、肺胞被覆層を形成している。肺胞一つの大きさは100〜200μm(0.1㎜〜0.2㎜)くらい。肺胞は中隔孔により互いに交通している。

## 生理

ヒトの肺胞におけるガス交換の仕組み。正常時（上段）と肺胞が液体で満たされ、交換効率が低下した時（下段）

赤血球中のヘモグロビン(Hb)は酸素分圧に応じて酸素と結合する性質を有しており、酸素分圧が高い肺砲内で酸素と結合し、酸素分圧が低い末梢組織で酸素を遊離する。
二酸化炭素は一部はヘモグロビンと結合しているが、これは二酸化炭素の運搬というよりもヘモグロビンと酸素との親和性を変化させることにより効率よく酸素を運搬させる役割を持っている。二酸化炭素は酸素よりも水に溶解しやすく、二酸化炭素の運搬は専ら血漿への溶解→赤血球内での水和（炭酸に変化）によるイオン化によって血漿中に拡散して運搬される。血漿中にはフリーの二酸化炭素と炭酸イオンが共存し化学平衡に達しているが、二酸化炭素分圧の低い肺胞に血液が到達すると、まず二酸化炭素が肺胞気中に拡散し、血漿の二酸化炭素分圧が下がることによって炭酸が脱水されて二酸化炭素となり、さらに肺胞気中に拡散して排泄される。
一方、一酸化炭素やシアン化水素は、ヘモグロビンとの親和性が酸素より高いため、酸素運搬を阻害して毒性を発揮する。
なお、血液と空気のガス交換は血液‐ガス分配係数で表される。これは、ガスが溶ける血液の分布容積を求めるものであり、吸入麻酔薬の選択や調整に使用される。臨床においては、肺胞気・動脈血酸素分圧較差（AaDO2）が肺胞における換気能の指標として重視される。

## 関連疾患
- 呼吸窮迫症候群
  - 新生児呼吸窮迫症候群（RDS）
  - 急性呼吸窮迫症候群（ARDS）: びまん性肺胞障害（DAD）像を呈する。
- 嚢胞性線維症（CF）
- 間質性肺炎（IP）
- 慢性気管支炎（CB）
- 肺気腫
- 肺炎
- 気管支喘息